# Louis Marin (Politiker)

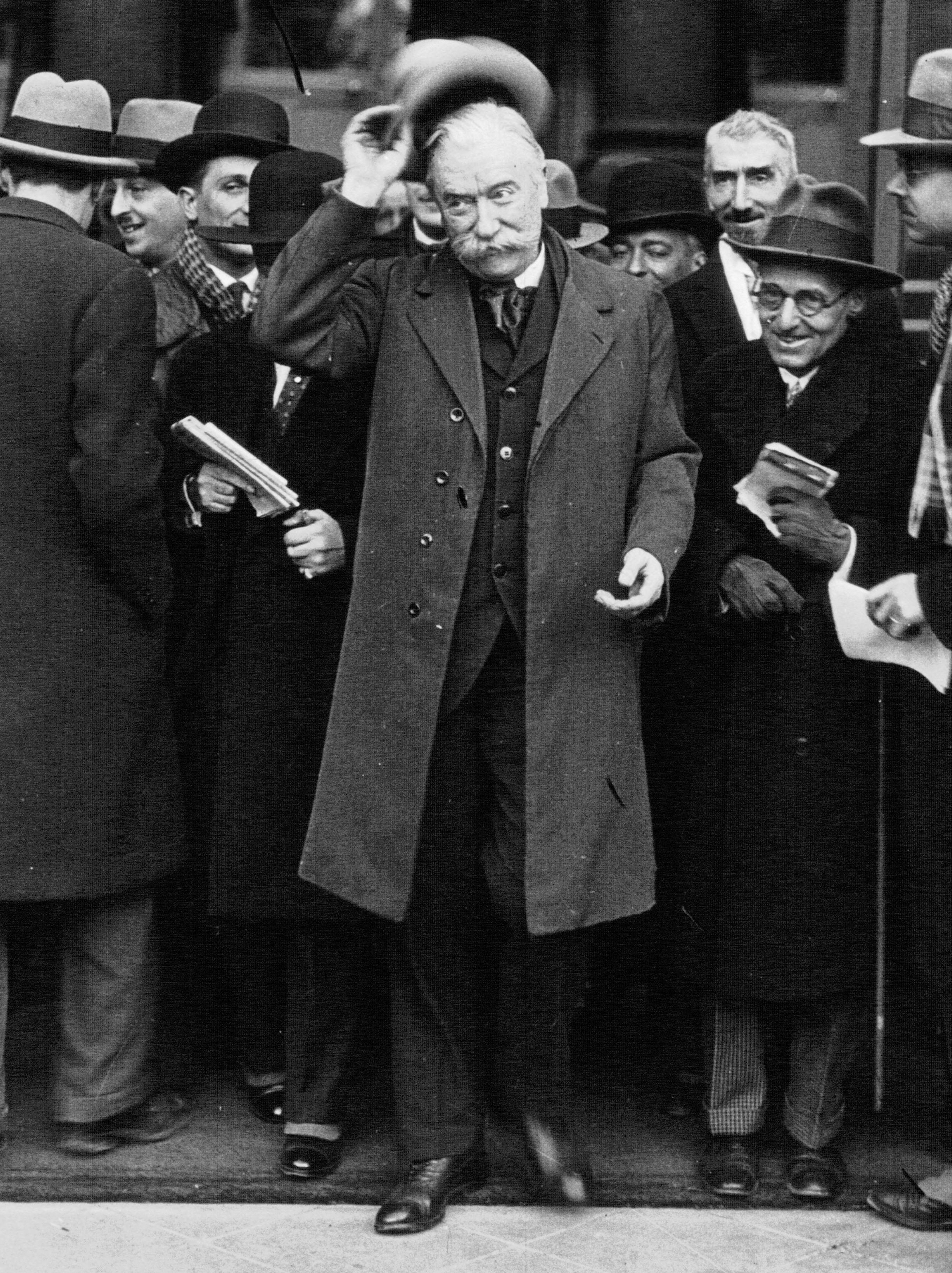
Louis Marin, 1932

Louis Marin (* 7. Februar 1871 in Faulx, Département Meurthe-et-Moselle; † 23. Mai 1960 in Paris) war ein französischer Politiker, der über vierzig Jahre Abgeordneter der Nationalversammlung sowie mehrfach Minister war.

## Leben
Nach dem Besuch der katholischen Schule im Kanton Jarville-la-Malgrange besuchte Marin von 1887 bis 1890 das Lycée Notre-Dame Saint-Sigisbert in Nancy und absolvierte anschließend ein Studium der Literatur und Rechtswissenschaften an der Universität Nancy, das er 1892 mit einem Lizenziat abschloss. In seiner Jugend war er ein Unterstützer von Georges Boulanger. Weiter studierte er danach bis 1894 an der Fakultät der Rechtswissenschaften der Universität von Paris sowie an der École libre des sciences politiques und war daraufhin bis 1910 als Rechtsanwalt tätig.
Bei einer Nachwahl am 8. Oktober 1905 wurde Marin erstmals zum Abgeordneten der Abgeordnetenkammer gewählt und gehörte dieser bis 1940 an, wobei er zwischen 1919 und 1924 der Fraktion der Entente républicaine démocratique (ERD) und dann bis 1932 die Union républicaine et démocratique (URD) vertrat. Daneben war er von 1910 bis 1952 Mitglied des Generalrates des Kanton Nomeny.
Am 29. März 1924 wurde er von Premierminister Raymond Poincaré zum Minister für die befreiten Gebiete benannt und behielt dieses Amt auch in der darauf folgenden Regierung von Premierminister Frédéric François-Marsal bis zum 14. Juni 1924. Am 23. Juli 1926 wurde er von Premierminister Poincaré wiederum in dessen Regierung berufen und war in dieser bis zum 11. November 1928 Minister für Pensionen.
Später war Marin, der zwischen 1932 und 1940 der Fraktion der Fédération républicaine (FR) angehörte, vom 9. Februar bis zum 8. November 1934 Minister für öffentliche Gesundheit und Leibeserziehung in der Regierung von Premierminister Gaston Doumergue.
In der anschließenden Regierung von Premierminister Pierre-Étienne Flandin wurde Marin erstmals zum Staatsminister ernannt und bekleidete dieses Ehrenamt auch in der folgenden Regierung der Premierminister Fernand Bouisson sowie im vierten Kabinett von Pierre Laval bis zum 24. Januar 1936. Zugleich war er von 1934 bis 1952 Präsident des Generalrats des Départements Meurthe-et-Moselle.
Nach Beginn des sogenannten Westfeldzuges am 10. Mai 1940 wurde er als Staatsminister in die Regierung von Premierminister Paul Reynaud und gehörte dem Kabinett bis zum Ende von Reynauds Amtszeit am 16. Juni 1940 an. Wenige Tage nach seinem Ausscheiden aus der Regierung übte er Kritik an dem am 22. Juni 1940 zwischen dem Deutschen Reich und Frankreich geschlossenen Waffenstillstand von Compiègne. An der Sitzung der Nationalversammlung am 10. Juli 1940, auf der die erweiterten Vollmachten für Marschall Pétain beschlossen wurden, die das Ende der Dritten Republik bedeuteten, nahm er nicht teil. 
Um seiner bevorstehenden Verhaftung zu entgehen, ging er mit Hilfe des Geheimdiensts des Freien Frankreichs über Spanien ins Exil nach England. Auf Bitte von Charles de Gaulle nahm er in der Assemblée consultative d’Alger Einsitz. Nach Ende des Zweiten Weltkrieges wurde er für Nancy 1945 abermals zum Abgeordneten der Nationalversammlung gewählt und vertrat darin bis zu seinem erzwungenen Rücktritt 1951 die Républicains indépendants (RI).